# CA Linense
CA Linense is een Braziliaanse voetbalclub uit Lins, in de deelstaat São Paulo.

## Geschiedenis
De club werd opgericht in 1927 als Associação Esportiva e Recreativa Linense en nam in 1930 de huidige naam aan. In 1943 sloot de club zich bij de FPF aan en in 1947 werd Linense een profclub. In 1948 speelde de club de finale om de titel tegen XV de Piracicaba, maar verloor deze met 5-1. Nadat de club de volgende twee jaar net naast de finale greep speelden ze die opnieuw in 1951, nu tegen XV de Jáu en ook nu verloor de club. Een jaar later kon de club eindelijk de titel winnen na een 3-0 overwinning tegen Ferroviária en promoveerde zo naar de Série A1. Na twee jaar in de middenmoot ging het bergaf tot een degradatie volgde in 1957.
Na de degradatie staakte de club drie jaar de activiteiten. In 1961 beogn de club weer in de Série A3 en speelde daar tot 1966, toen ze promoveerden. In 1969 bereikte de club de laatste fase om te promoveren maar werd daar dan laatste. De club bleef tot 1990, met uitzondering van seizoen 1977 in de Série A2 en degradeerde dan opnieuw. De club zakte in enkele jaren helemaal weg tot in de vijfde klasse zelfs. In 2006 kon de club terug promotie afdwingen naar de Série A3. Twee jaar later volgde een nieuwe promotie. In het eerste jaar in de Série A2 eindigde de club net boven Juventus, dat degradeerde, het volgende jaar werd de club kampioen en promoveerde zodat de club 54 jaar na datum opnieuw in de hoogste klasse speelde. De club eindigde sindsdien steevast in de betere middenmoot, maar meestal net onder de top 8 die zich voor de tweede fase van de competitie plaatsten. In 2017 bereikte de club de tweede fase in de staatscompetitie en verloor hier met zware cijfers van São Paulo. In 2018 degradeerde de club en in 2019 volgde zelfs een tweede degradatie op rij. In 2021 werd de club kampioen van de Série A3.